# Flaga Mikronezji
Flaga Mikronezji – została przyjęta 30 listopada 1978. Błękitne tło symbolizuje Ocean Spokojny, zaś każda z czterech gwiazd to symbol jednej z głównych grup wchodzących w skład państwa wysp. Flaga ta jest wzorowana na fladze Powierniczych Wysp Pacyfiku, którego częścią Mikronezja była aż do uzyskania niepodległości. Jedyna różnica polega na liczbie gwiazd - w starej wersji było ich sześć, co wynikało z większej liczby części składowych terytorium.

## Historyczne warianty flag

Flaga Powierniczych Wysp Pacyfiku z lat 1965-1980

## Flagi stanów Mikronezji

Chuuk
Kosrae
Pohnpei
Yap